# Malene Dalgaard
Malene Abiltrup Dalgaard-Hansen (født 28. januar 1984 i Skjern) er en tidligere dansk håndboldspillere, der har spillet for Skjern Håndbold (frem til 2004), GOG (2004-2008), FC Midtjylland Håndbold (2008-2013) og Ringkøbing Håndbold (2013-2014) og for det danske A-landshold. Hun indstillede karrieren i august 2014 pga. en hjernerystelse.